# Andrew Harclay
Andrew Harclay (ou Andreas de Harcla), né vers 1270 et mort le 3 mars 1323, 1er comte de Carlisle, est un important chef militaire anglais dans le Nord de l'Angleterre sous le règne d'Édouard II. Originaire d'une famille de chevaliers du Westmorland, il est nommé shérif du Cumberland en 1311. Il se distingue durant les guerres d'Écosse, notamment en défendant le château de Carlisle contre Robert Bruce en 1315. Peu après cette victoire, il est capturé par les Écossais et seulement libéré après le paiement d'une rançon. Le plus grand succès militaire d'Harclay survient le 16 mars 1322, lorsqu'il bat et capture le comte rebelle Thomas de Lancastre à Boroughbridge, ce qui lui vaut d'être titré en récompense comte de Carlisle par le roi Édouard II.
Désormais l'un des principaux commandants militaires à la frontière écossaise, Harclay n'approuve pas la façon dont Édouard II dirige la guerre contre l'Écosse. Après une défaite anglaise humiliante à Old Byland le 14 octobre 1322, il comprend que la victoire de l'Angleterre est devenue impossible et décide d'entamer, à l'insu du roi, des pourparlers avec les Écossais. En signant un traité de paix avec Robert Bruce le 3 janvier 1323, il commet un acte relevant de la haute trahison. Arrêté et traduit devant la justice royale, Harclay est dépouillé de ses titres et charges et exécuté sous la forme hanged, drawn and quartered le 3 mars 1323. Seulement cinq ans plus tard, sa famille reçoit l'autorisation de lui offrir une sépulture mais la sentence de trahison à son encontre n'a jamais été levée.

## Biographie

### Origines et début de carrière militaire
Les Harclay tirent leur nom du village de Hartley, situé dans le Westmorland. L'enfance d'Andrew Harclay est totalement méconnue, mais il est vraisemblablement le fils aîné du chevalier Michael Harclay et de Joan FitzJohn, fille de William FitzJohn, un propriétaire terrien du Yorkshire. Il compte une sœur, prénommée Sarah, et deux frères, John et Henry Harclay (en). Ce dernier mène une carrière ecclésiastique aussi brève que remarquable : devenu théologien, Henry officie en tant que chancelier de l'université d'Oxford de 1313 à 1316, avant de mourir en 1317. Leur père Michael appartient à la retenue de la famille Clifford ; il occupe le poste de shérif du Cumberland de 1285 à 1296. Andrew est mentionné pour la première fois à l'occasion d'un eyre dans le Westmorland en 1292. Décrit comme majeur, il doit avoir à cette date au moins atteint l'âge légal de la majorité, fixé alors à vingt-et-un ans, ce qui situerait sa date de naissance vers le début des années 1270.

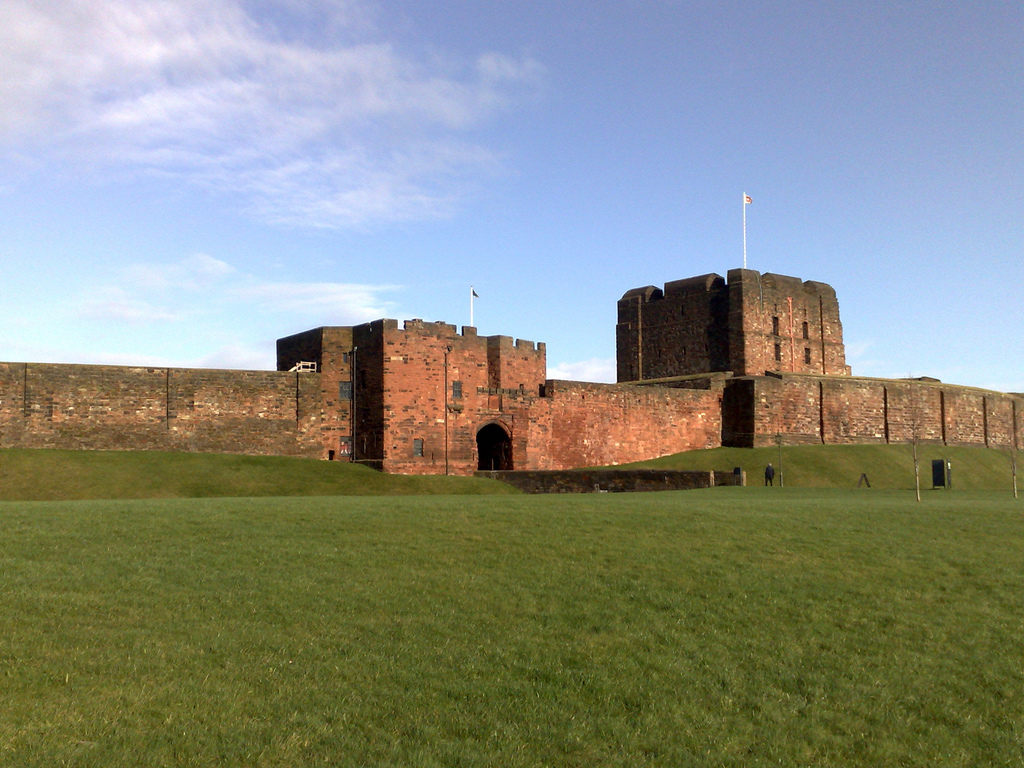
Le château de Carlisle, défendu âprement par Harclay en 1315.

Dans le cadre des guerres d'Écosse, Andrew Harclay participe à une première campagne en 1304, ainsi qu'à une seconde en 1310. En 1309, la couronne lui ordonne de venir en aide à Robert de Clifford, 1er baron de Clifford, dans la défense des Marches écossaises. Il est nommé shérif du Cumberland en 1311, tout comme son père l'avait été quelques années auparavant, et élu chevalier de comté l'année suivante. En décembre 1313, il se distingue en menant la défense du Cumberland contre une invasion écossaise. Durant l'été 1315, il défend avec succès le château de Carlisle, dont il a été nommé commandant en 1313 en remplacement de l'évêque John de Halton (en), contre le roi d'Écosse Robert Bruce. Sa victoire lors de ce siège lui vaut une récompense de 1 000 marcs de la part du roi Édouard II.
Fin 1315 ou début 1316, Andrew Harclay est capturé par les Écossais, qui exigent une rançon de 2 000 marcs. Édouard II lève la somme exigée par ses ravisseurs, mais semble avoir retiré sa faveur à Harclay pendant les années qui suivent. Cette perte de confiance semble résulter des rumeurs répandues au sujet d'Harclay par les ennemis locaux qu'il s'est attirés à cause de son avancement. Harclay semble en avoir été conscient, puisqu'il a demandé au roi d'accélérer sa libération afin « qu'il puisse paraître pour répondre aux accusations malveillantes portées contre lui par certaines personnes à la cour ». Il ne retrouve son poste de shérif qu'en 1319, mais il reçoit également les charges de gardien des châteaux de Carlisle et de Cockermouth, ainsi que celle de Gardien des Marches de l'Ouest. Pour ses frais, le roi lui alloue la généreuse somme de 1 000 marcs en 1320. L'année suivante, Harclay est convoqué au Parlement sous le titre de baron Harclay.

### Bataille de Boroughbridge

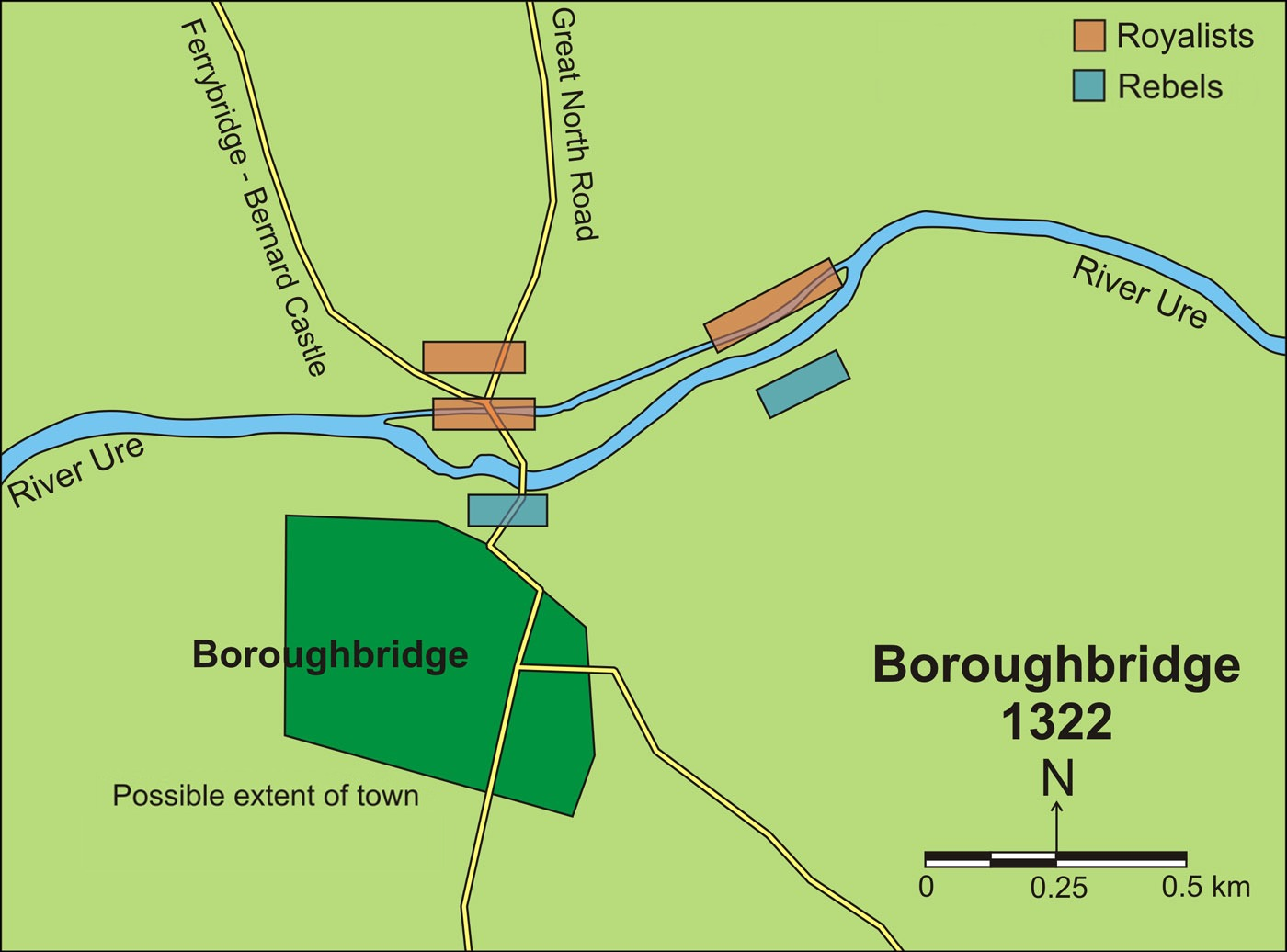
Carte du champ de bataille de Boroughbridge, montrant comment les forces de Harclay barrent le passage de la rivière au comte de Lancastre.

L'apogée de la carrière militaire d'Andrew Harclay arrive en 1322 avec la bataille de Boroughbridge. Celle-ci vient couronner un conflit opposant le roi au plus puissant de ses vassaux, Thomas de Lancastre, 2e comte de Lancastre, qui n'approuve pas la façon dont la couronne traite le conflit avec l'Écosse. Après avoir tenté en vain de susciter une insurrection, le comte de Lancastre s'enfuit vers le Nord en mars 1322. En tant que shérif, Harclay se voit ordonner par le roi de lever des troupes dans le Cumberland et le Westmorland et de s'avancer vers le Sud. Il est censé rallier l'armée royale, mais durant une halte à Ripon, il apprend que le comte de Lancastre doit arriver à Boroughbridge le lendemain. Harclay décide de sauter sur l'occasion et de barrer la voie au comte en occupant le pont enjambant la rivière Ure.
L'armée du comte de Lancastre arrive à Boroughbridge le 16 mars. Il ne dispose que de 700 chevaliers et hommes d'armes avec leurs retenues, tandis que Harclay commande environ 4 000 hommes. L'armée loyaliste est également de meilleure qualité, étant composée de vétérans des guerres d'Écosse. Harclay a d'ailleurs recours à des tactiques écossaises, apprises par les Anglais durant ce conflit : la Chronique de Lanercost décrit son application du schiltron, une formation compacte de lanciers à pied qui s'avère particulièrement efficace contre la cavalerie du comte de Lancastre. D'après le Brut, le comte aurait tenté de convaincre Harclay de le rallier, lui promettant de vastes terres en échange. Harclay lui avait apporté son soutien par le passé, et peut-être même fait partie de sa retenue : son nom figure parmi les bénéficiaires d'un pardon royal de novembre 1318 s'étendant à Lancastre et à ses fidèles. Cette fois-ci, il décide cependant de rester fidèle au roi et décline l'offre du comte.
L'affrontement est bref. Thomas de Lancastre compte lancer une charge afin de franchir la rivière à gué, tandis que Humphrey de Bohun, 4e comte de Hereford, doit franchir le pont. En fin de compte, Hereford est tué sur le pont, son compagnon Roger de Clifford, 2e baron de Clifford, est grièvement blessé, et leur offensive échoue. De son côté, Lancastre subit un tel tir de barrage de la part des archers ennemis qu'il doit renoncer à sa charge. Il est contraint de se rendre le lendemain, l'arrivée de renforts royaux s'accompagnant de défections dans son camp, et est transféré au château de Pontefract, où il est exécuté sur ordre du roi pour haute trahison le 22 mars. Particulièrement satisfait de Harclay, Édouard II lui octroie le titre de comte de Carlisle le 25 mars, avec des terres d'une valeur annuelle de 1 000 marcs. Harclay reçoit également la charge de premier Gardien des Marches le 15 septembre suivant.

### Tribulations avec les Écossais
Lors de la campagne contre l'Écosse en août 1322, Andrew Harclay a sous ses ordres 113 hommes d'armes, 1 435 cavaliers légers et 2 069 fantassins. Lors de la retraite anglaise, il reçoit pour défendre les Marches de l'Ouest 240 hommes d'armes et 500 cavaliers légers. Le 14 octobre 1322, l'armée écossaise menée par Robert Bruce met en déroute les Anglais à Old Byland, dans le Yorkshire. Jean de Bretagne, comte de Richmond, est fait prisonnier, et le roi lui-même n'y échappe que de justesse. C'est la plus grosse défaite anglaise contre les Écossais depuis Bannockburn, huit ans plus tôt. Le nouveau comte de Carlisle n'était pas présent à Old Byland : convoqué par le roi, il n'avait pu rassembler ses troupes assez vite pour le rejoindre. Cette débâcle le convainc que l'Angleterre ne peut remporter cette guerre, du moins pas avec Édouard II comme roi. Il décide donc d'entrer en pourparlers avec les Écossais à l'insu de son suzerain.
Le 3 janvier 1323, Andrew Harclay signe un traité de paix avec le roi Robert Bruce et Thomas Randolph, 1er comte de Moray, à Lochmaben. L'Écosse est reconnue indépendante, Robert doit payer 40 000 marcs sur une durée de dix ans aux Anglais et s'engage à marier son héritier avec la candidate que lui proposera le roi Édouard. Implicitement, le traité prévoit également une alliance entre Robert et Harclay, dans l'éventualité où l'usage de la force serait nécessaire pour qu'Édouard le respecte. Effectivement, en février 1323, un noble écossais prénommé Philip Meldrum se trouve au château de Carlisle aux côtés d'Harclay. Après cela, le comte de Carlisle ne peut guère s'attendre à la clémence royale, et il compte probablement rallier Robert – la rumeur lui prête des intentions de mariage avec l'une des filles du roi d'Écosse. Pour autant, ses actions ne sont pas nécessairement le produit de machinations politiques : il est possible qu'il ait simplement cherché la meilleure façon de sortir l'Angleterre d'une situation difficile.
Quelles qu'aient été les intentions de Harclay, il est resté dans l'histoire comme un traître,. C'est du moins le portrait que les chroniques pro-lancastriennes Brut, Flores Historiarum et Anonimalle laissent de lui en l'accusant d'avoir lâchement abandonné le roi Édouard II à Old Byland. Pour reprendre les termes de l'historien Maurice Keen : « Faire une trêve, ou bien donner des sauf-conduits ou se mettre d'accord avec les ennemis du roi sans octroi de pouvoirs appropriés, constituait à nouveau un crime de lèse-majesté et pouvait être défini comme tel dans d'autres affaires militaires ». Même si Harclay avait reçu délégation du roi en février 1322, le traité de janvier 1323 dépasse clairement les limites dans lesquelles il était autorisé à agir,. La réaction violente qu'adopte à l'annonce de ce traité le roi Édouard s'explique peut-être également par sa rancœur à l'égard d'un comte qui n'est pas venu le secourir à Old Byland ; néanmoins, rien ne permet d'affirmer que Harclay aurait pu arriver à temps sur le champ de bataille.

### Mort et postérité
Le 8 janvier 1323, le roi interdit la conclusion de trêves avec les Écossais sans son accord et ordonne à Harclay de se présenter devant lui pour expliquer le traité qu'il vient de conclure. Édouard semble avoir été informé dès le 2 janvier des machinations d'Harclay, car il donne à cette date la somme d'une livre au messager du chevalier Anthony Lucy (en), qui a envoyé plusieurs lettres au roi afin de l'informer du contenu du traité. Lucy et Harclay se sont opposés au sujet de l'honneur de Papcastle, et la brève suspension des terres de Lucy par le comte après la rébellion de 1322, rébellion à laquelle le chevalier n'avait pourtant pas participé, a également pu envenimer leurs relations. Harclay ne s'étant pas présenté, le roi ordonne son arrestation le 1er février et fait fortifier les châteaux du Nord, tandis que le comte tente de rallier des soutiens à sa cause. Le bras de fer dure jusqu'à l'arrestation du comte par Lucy au château de Carlisle, le 25 février. Lucy ne dispose pas de forces importantes, et Harclay lui fait clairement confiance : cette arrestation semble donc s'être effectuée par surprise. 
Le 27 février, le roi missionne son demi-frère Edmond de Woodstock, 1er comte de Kent, et d'autres hommes pour juger Harclay. Déjà, le 12 février, Édouard avait ordonné au comte de Kent de pardonner en son nom tous les adhérents du comte de Carlisle et de ne poursuivre que Harclay. La lecture de l'acte d'accusation à l'encontre d'Andrew Harclay a lieu le 3 mars à Carlisle, mais le comte n'a pas l'occasion de faire entendre sa voix. On le dépouille d'abord de l'épée qui a servi à le faire comte, puis de ses éperons de chevalier,. Reconnu coupable de trahison, il est condamné à être pendu, traîné et équarri. À l'annonce de la sentence, le comte de Carlisle s'exclame : « Vous avez divisé ma carcasse à votre gré, et je me recommande à Dieu ». Il fait preuve de courage durant son exécution et ne cesse d'affirmer avoir agi dans l'intérêt de son pays. Sa tête est amenée au roi à Knaresborough, dans le Yorkshire, avant d'être exposée sur le Pont de Londres pendant cinq années. Les quatre morceaux de son corps sont exposés à Carlisle, à Newcastle, à Bristol et à Douvres. 
Contrairement à certains écrits erronés, le frère d'Andrew Harclay, John, n'a pas été exécuté avec lui : en fait, il était déjà décédé depuis novembre 1322. Ce n'est qu'en août 1328 qu'Andrew connaît une sépulture chrétienne, grâce aux démarches entreprises par sa sœur Sarah. Sous le règne d'Édouard III, son neveu Henry Harclay demande que la charge de trahison retenue contre son oncle soit annulée et qu'il puisse hériter de ses titres et biens, mais il n'obtient pas gain de cause. Le comté de Carlisle ne sera recréé qu'en 1622, sous le règne de Jacques Ier, pour James Hay. En ce qui concerne le traité de paix, la sagesse politique de Harclay a été confirmée après sa mort : l'inefficacité militaire d'Édouard II et son refus de renoncer au trône d'Écosse rendit la situation intenable pour les Anglais. Comme l'avait pressenti Harclay, l'Angleterre ne pouvait espérer remporter le conflit, d'autant que l'exécution du comte privait le royaume d'un de ses principaux commandants militaires sur la frontière écossaise. Ainsi, moins de trois mois après sa mort, Édouard II conclut le 30 mai 1323 une trêve de treize ans avec Robert Bruce.

## Dans la fiction
Les négociations secrètes de Harclay avec Robert Bruce sont décrites de manière détaillée dans le roman The Price of the King's Peace, troisième volume de la trilogie consacrée à Bruce par l'écrivain écossais Nigel Tranter (en). Le comte de Carlisle apparaît dans le roman sous le nom d'Andrew Harcla.

### Sources primaires
- (en) G. W. S. Barrow, Robert Bruce and the Community of the Realm of Scotland, Eyre & Spottiswoode, 1965, 531 p. (ISBN 978-0-7486-2022-7).
- (en) Wendy Childs, Vita Edwardi Secundi, Oxford, Oxford University Press, 2005, 270 p. (ISBN 0-19-927594-7).
- (en) Kelly DeVries, « The Battle of Boroughbridge, 1322 », dans Infantry Warfare in the Early Fourteenth Century: Discipline, Tactics, and Technology, Boydell, 1996 (ISBN 0-85115-567-7).
- (en) Natalie Fryde, The Tyranny and Fall of Edward II, 1321-1326, Cambridge University Press, 1979 (ISBN 0-521-54806-3).
- (en) Roy Martin Haines, King Edward II : Edward of Caernarfon, His Life, His Reign, and Its Aftermath, 1284–1330, McGill-Queens University Press, 2003, 604 p. (ISBN 978-0-7735-2432-3, lire en ligne).
- (en) Maurice H. Keen, Nobles, Knights and Men-At-Arms in the Middle Ages, London/Rio Grande (Ohio), Hambledon Press, 1996, 268 p. (ISBN 1-85285-087-6, lire en ligne).
- (en) May McKisack, The Fourteenth Century : 1307–1399, Oxford, Oxford University Press, 1959, 598 p. (ISBN 0-19-821712-9).
- (en) J. R. Maddicott, Thomas of Lancaster, 1307–1322, Oxford University Press, 1970 (ISBN 0-19-821837-0).
- (en) J. R. S. Phillips, Aymer de Valence, Earl of Pembroke 1307–1324, Oxford University Press, 1972, 379 p. (ISBN 0-19-822359-5, lire en ligne).
- (en) Michael Prestwich, Plantagenet England : 1225–1360, Oxford, Oxford University Press, 2007, 638 p. (ISBN 978-0-19-822844-8 et 0-19-822844-9, lire en ligne).
- (en) Edward Renton, Heraldry in England, Wyman & Sons, 1889 (lire en ligne).
- (en) Henry Summerson, « Harclay, Andrew, earl of Carlisle (c.1270–1323) », dans Oxford Dictionary of National Biography, Oxford University Press, 2004 (lire en ligne ).
- (en) Thomas Tout, The place of the Reign of Edward II in English History, Manchester University Press, 1914 (ISBN 88-920-0008-X).
- (en) Peter Traquair, Freedom's Sword, Roberts Rinehart Publishers, 1998 (ISBN 1-4610-0415-2).

### Sources secondaires
- (en) James Conway Davies, The Baronial Opposition to Edward II : Its Character and Policy, a Study in Administrative History, Cass, 1918 (lire en ligne).
- (en) Maurice Keen, « Treason trials under the law of arms », Transactions of the Royal Historical Society, Cass, vol. 5, no 12,‎ 1962, p. 85-103.
- (en) P. A. Munch, « Concordia facta inter Anglicos et Scotos, 3 January 1322/3 », Proceedings of the Society of Antiquaries of Scotland, Cass, vol. 3,‎ 1857-1860, p. 454-462 (lire en ligne).
- (en) E. L. G. Stones, Anglo-Scottish relations, 1174–1328 : some selected documents, Oxford University Press, 1965.
- (en) Matthew Strickland, « All Brought to Nought and Thy State Undone: Treason, Disinvestiture and the Disgracing of Arms under Edward II », Soldiers, Nobles and Gentlemen: Essays in Honour of Maurice Keen, Boydell Press,‎ 2009, p. 279-304 (ISBN 1-84383-486-3).
- (en) Henry Summerson, Medieval Carlisle : the city and the borders from the late eleventh to the mid-sixteenth century, 2 volumes, Cumberland and Westmorland Antiquarian and Archaeological Society, extra ser., 25, 1993.